# سیارک ۳۳۱۸
سیارک ۳۳۱۸ (به انگلیسی: 3318 Blixen، نامگذاری:1985HB) سه هزار و سیصد و هجدهمین سیارک کشف شده‌است که در ۲۳ آوریل ۱۹۸۵ کشف شد.
قدر مطلق سیارک برابر ۱۱٫۰۰ است.